# Reserva indígena Cocopah

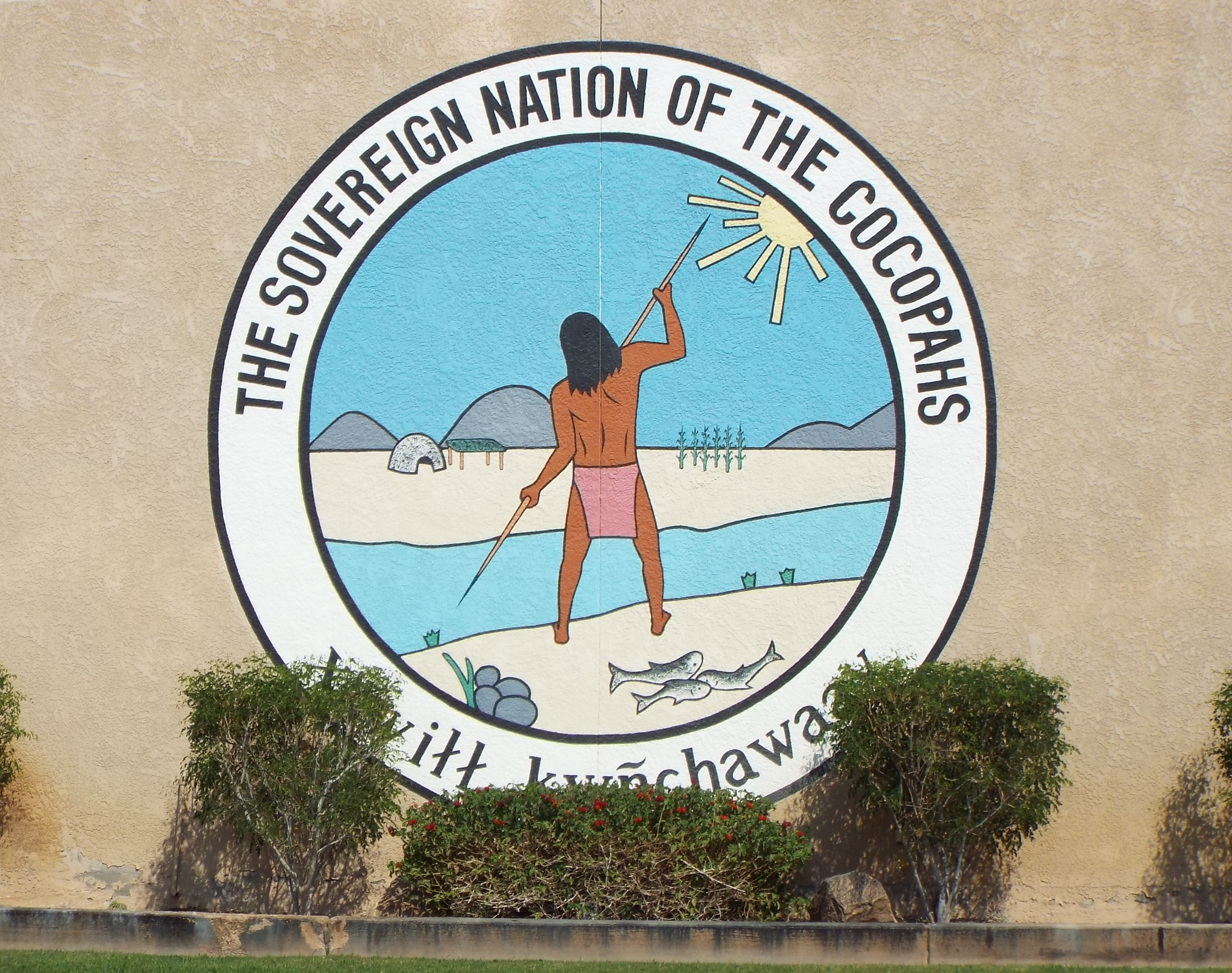
El Gran Sello de la Nación Soberana de los Cocopahs

Condado de Yuma con la reserva de Cocopah resaltada

Cocopah Indian Reservation es la reserva de la tribu indígena Cocopah (cucapah) reconocida a nivel federal en Estados Unidos (en idioma cucapá : Xawiłł Kwñchawaay ), que representa a los pueblos Cucapah en ese país. Según el censo de 2000, contaba con una población residente de 1025 personas, de las cuales 519 eran únicamente de ascendencia nativa americana, vivía en el 25,948 km² (10,0 mi²). En 2021, esta cantidad aumentó a 1252. La Reserva indígena Cocopah, se compone de tres secciones no contiguas en el condado de Yuma, Arizona, situadas al noroeste, suroeste y sur de la ciudad de Yuma, Arizona . La sección más grande, cerca del río Colorado, se encuentra al oeste en la localidad de Somerton, Arizona, mientras que la otra sección se encuentra justo al este de Somerton.
La reserva alberga un casino, hotel, centro de conferencias, campo de golf, un museo entre otras amenidades. Los visitantes disfrutan del golf, los juegos, las compras, aprenden sobre la cultura de la tribu y disfrutan de la gran belleza escénica de la región. Otro grupo Yuman, el quechan, vive en la reserva india adyacente al Fuerte Yuma.